# Acronicta dungerni
Acronicta dungerni là một loài bướm đêm trong họ Noctuidae.